# Patrick Pipa
Patrick Pipa (* 1. Mai 1967 in Hamburg) ist ein ehemaliger deutscher Boxer. Er war als Berufsboxer deutscher Meister im Mittelgewicht.

## Leben
Pipa, der für den Hamburger Verein HBC Heros kämpfte und von Trainer Harald Sixt betreut wurde, war deutscher Jugend- und Juniorenmeister. Im Juli 1985 wurde er vom Deutschen Amateur-Box-Verband eingeladen, um beim internationalen Turnier im ungarischen Balatonfüred zu kämpfen, verzichtete aber, um Berufsboxer zu werden.
Beim Einstieg ins Profigeschäft war zunächst Horst Nalbach sein Trainer und Manager. Im Januar 1986 bestritt er seinen ersten Kampf als Berufsboxer und bezwang in Kassel den Berliner Klaus Hein einstimmig nach Punkten. Seine Lehre bei der Post brach der 1,85 Meter große Pipa, dessen Stärken Schnelligkeit, gute Reflexe und Beweglichkeit waren, zugunsten des Boxsports ab.
Er sicherte sich Mitte Februar 1990 in Hamburg durch einen Punktsieg gegen Mike Wissenbach den vakanten deutschen Meistertitel im Mittelgewicht.
Seine erste Niederlage als Berufsboxer ereilte Pipa, der von Eckhard Dagge als Trainer betreut wurde, Mitte November 1990 in Hamburg, als er gegen Titelverteidiger Niyazi Aytekin verlor. Pipa hatte den Kampf um die internationale deutsche Meisterschaft im Mittelgewicht zunächst bestimmt und brachte seinen Gegner in den vierten Runde in große Schwierigkeiten, ehe er zu Beginn der fünften Runde zwei schwere Treffer Aytekins einstecken musste, zu Boden ging und ausgezählt wurde. Pipas nationaler Mittelgewichtstitel stand in dem Kampf nicht auf dem Spiel. Im Juni 1989 noch hatte Pipa Aytekin in Bielefeld nach Punkten besiegt. Pipa stand beim Hamburger Boxstall Universum unter Vertrag.
Ende September 1996 kämpfte Pipa nach jahrelanger Kampfpause erstmals als Berufsboxer im Ausland, er verlor im Vereinigten Königreich gegen den Belgier Hassan Mokhtar. 1999 stand Pipa bei zwei Berufsboxveranstaltungen in Dickson City (US-Bundesstaat Pennsylvania) im Ring, er verlor dabei einen Kampf, im zweiten landete er einen Punktsieg.
Ende Januar 2000 trat Pipa in Riesa gegen Danilo Häußler an, verlor den Kampf um die Deutsche Meisterschaft im Supermittelgewicht aber. Es war zugleich Pipas letzter Auftritt als Berufsboxer.